# Paul Breisch
Paul Breisch (né le 26 janvier 1974 à Esch-sur-Alzette) est un organiste, chanteur grégorien, professeur de musique et concertiste luxembourgeois. En juillet 2006, il est désigné par le conseil paroissial comme organiste à la Cathédrale de Luxembourg, succédant de la sorte à Carlo Hommel, mort subitement des suites d'une méningite.

## Biographie
Paul Breisch commence ses études musicales au Conservatoire de Musique d'Esch-sur-Alzette où il étudie l'orgue avec Carlo Hommel et l'écriture musicale avec Roland Wiltgen.
Après des études au Conservatoire National de Région de Saint-Maur-des-Fossé, il se perfectionne avec Michel Bouvard, Olivier Latry, Thierry Escaich et Loïc Mallié au Conservatoire national supérieur de musique et de danse de Paris au sein duquel il remporte sept premiers prix (harmonie, contrepoint, fugue, orgue, basse continue, improvisation à l'orgue et direction de chœur grégorien).
En 1999, il remporte le Concours international d'orgue « André Marchal » de Biarritz.
Depuis 1995, il travaille comme professeur d'orgue et de chant grégorien au Conservatoire d'Esch-sur-Alzette et depuis 2001 fait également partie des titulaires de l'orgue Stahlhuth-Jann de l'église Saint-Martin de Dudelange.

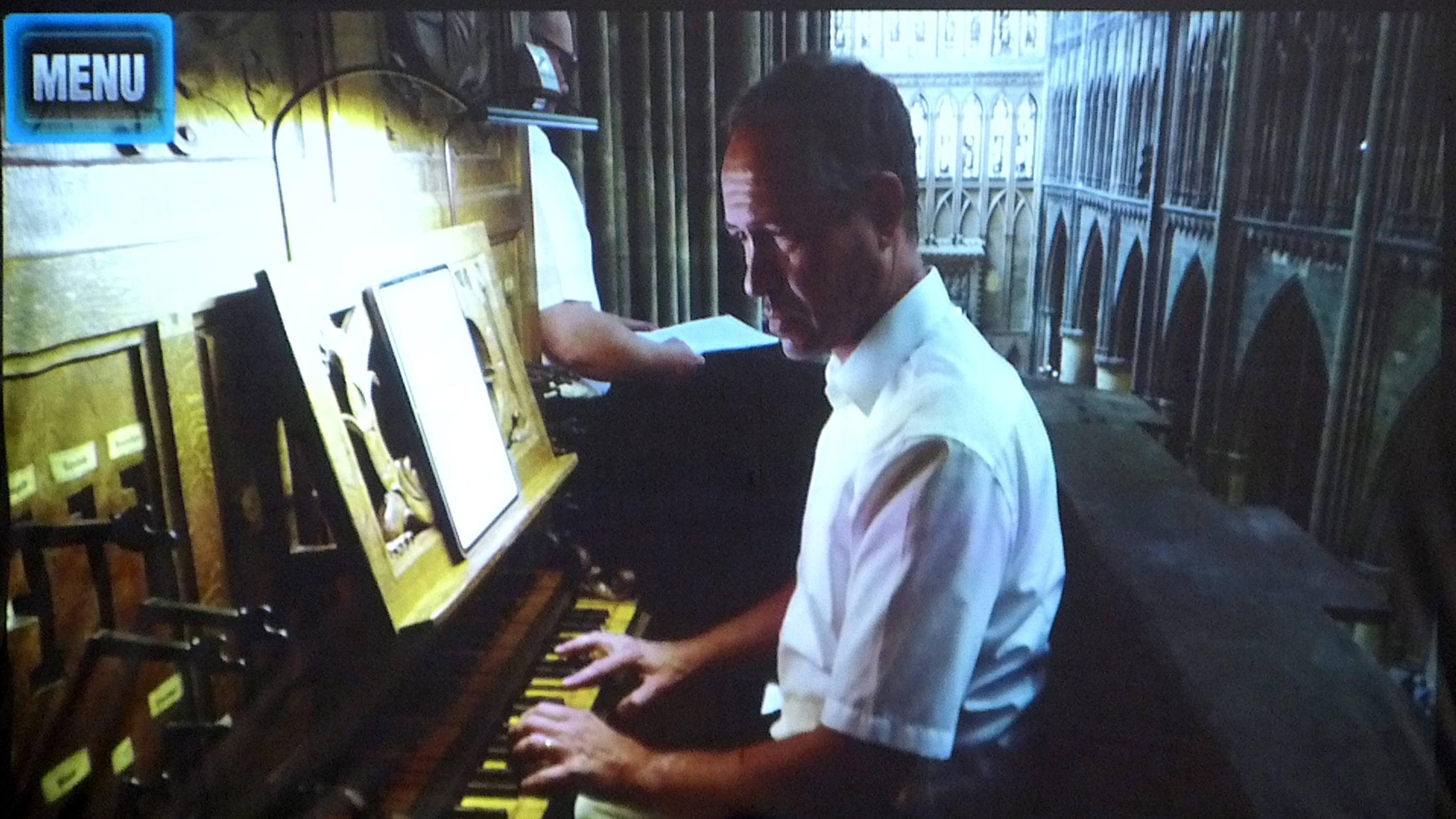
Paul Breisch sur l'orgue du triforium de la cathédrale Saint-Étienne de Metz le 15 août 2022, avec en arrière-plan le chanteur Marc Dostert

Concertiste, Paul Breisch se produit au Luxembourg, mais aussi en France, Belgique, Allemagne, Pays-Bas, Italie, entre autres.
En 2004, il fait partie des fondateurs de l'ensemble grégorien « ad cor altum ».
Il est également vice-président de l'association « Les Amis de l'Orgue - Luxembourg ».

## Vie privée
Paul Breisch est le frère de l'actrice, chanteuse et doubleuse Martine Anne Breisch[réf. souhaitée].

## Discographie
- 2013 : BAROQUE (Buxtehude, Bruhns, Boehm, Bach), par Paul BREISCH, produit par l'association « Amis de l’Orgue de la Basilique de Mézières »[4],[5].
- 2017 : Dudelange in Organo (Naji HAKIM, Paul KAYSER, Thierry ESCAICH, Paul BREISCH, Pierre NIMAX JR) : Paul Breisch in terprète Le Nuage d'Ort de Wiltgen[5].